# وفاء بن خليفة
وفاء بن خليفة (19 يونيو 1981 - 1 سبتمبر 2022)، هي إعلامية وسفيرة الأمم المتحدة للنوايا الحسنة وناشطة مقدمة برامج تلفزيونية وكاتبة سعودية.

## حياتها
ولدت وفاء بن خليفة في جدة بالسعودية ومن ثم انتقلت لدبي في الإمارات المتحدة العربية للدراسة وحصلت على شهادة البكالوريوس من الجامعة الأمريكية في دبي. ومن ثم انتقلت للعيش مع عائلتها في نيويورك حيث استقرت هناك.

## وفاتها
توفيت وفاء بن خليفة بعد تعرضها لأزمة صحية في بلجيكا بعد جولة طالت اليونان وإيطاليا.

## روابط خارجية
- لقاء مع الاعلامية وفاء بن خليفة على قناة اهواس
- لقاء ثان مع الاعلامية وفاء بن خليفة على قناة اهواس على قناة BBC